# ريتشارد أندرسون (كرة سلة)
ريتشارد أندرسون (بالإنجليزية: Richard Anderson)‏ مواليد 19 نوفمبر 1960 في لوس أنجلوس، كاليفورنيا، هو لاعب كرة سلة أمريكي معتزل. بدأ مسيرته الاحترافية في سنة 1982. تم اختياره من قبل فريق لوس أنجلوس كليبرز خلال الدرافت. يبلغ طوله 6 قدم 10 بوصة (2.1 م). اعتزل اللعب في 1993.

## المسيرة الاحترافية
لعب مع لوس أنجلوس كليبرز في موسم 1982–1983، ثم لعب مع دنفر ناغتس في موسم 1983–1984، ثم لعب مع بالاكانسترو كانتو في الدوري الإيطالي من سنة 1984 إلى 1986، ثم لعب مع هيوستن روكتس من سنة 1986 إلى 1988، ثم لعب مع بورتلاند ترايل بلايزرز في سنة 1987، ثم لعب مع شارلوت هورنتس في موسم 1989–1990.

## روابط خارجية
- ريتشارد أندرسون على موقع إن بي أي (الإنجليزية)
- ريتشارد أندرسون على موقع سبورتس رفرنس (الإنجليزية)
- ريتشارد أندرسون على موقع كلية كرة السلة في سبورتس رفرنس.كوم (الإنجليزية)
- ريتشارد أندرسون على موقع ريلجم (الإنجليزية)
- ريتشارد أندرسون على موقع بروبوليرز (الإنجليزية)